# Кубрат
 Тази статия е за прабългарския владетел.  За града вижте Кубрат (град).  
Кубра̀т (на гръцки: Κροβατον, Χουβρατις) е владетел от рода Дуло, вожд на племето уногондури, обединил прабългарите северно от Кавказ и Черно море и създал племенен съюз, наречен Стара Велика България, известна също като Оногурия.

## Име
Съществуват различни предположения за произхода на името на този ранен прабългарски владетел. Според едно от тях името му произлиза от тюркския глагол qobrat/quvrat, който означава „събирам, обединявам“. Според друго то е свързано с тюркската дума за вълк qurt. На английски то може да бъде срещнато изписано като Kubrat, но и като Kovrat и Houvrat. На гръцки се изписва най-често като Κροβάτον, Χουβράτης, но също и Κοβρᾶτος. В Именника на българските ханове името е предадено като Коуртъ.

## Хронология
Главни извори за Стара Велика България и за Кубрат са ромейските хроники на Теофан Изповедник и на патриарх Никифор, които черпят информация от по-стари източници.
Не е известна точната година на раждане на Кубрат, но се предполага че е роден около 605 и починал 665 г. Т. нар. „Именник на българските ханове“ сочи, че Кубрат е управлявал 60 години, но това може да е била и продължителността на живота му. Независимо от някои мнения, че е починал през 642 г., напоследък изследователите утвърждават становището си, че Кубрат е починал между 663 – 668 г. Това становище е застъпено и в Голямата българска енциклопедия. Някои български учени, сред които и Божидар Димитров, твърдят че той създава Велика България през 632 г.
Според хрониките на Теофан Изповедник и на Никифор I Константинополски Кубрат умира „през годините на Константин, който управлявал на Запад“. Предполага се, че става дума за император Констант II, управлявал между 641 и 668 г. и който прекарва последните години от управлението си в Италия. Находките от Мала Перешчепина, свързвани със смъртта на Кубрат, дават основание тя да се датира около 650 г.
Първата му поява на историческата сцена, засвидетелствана от изворите, е като предводител на част от съюзните на Византия тюркутски войски (по-скоро прабългаро-хазарски като състав), които подпомогнали император Ираклий през 621 г. в борбата му с персите.

## Произход
Кубрат произхожда от племето на уногондурите, които по това време са под властта на Аварския хаганат и населяват земите между реките Дон и Днестър. Според някои историци неговата майка е от прабългарския род Ерми, тъй като от този род е вуйчо му Органа, който е и негов регент, докато Кубрат е във Византия, а по бащина линия Кубрат произхожда от рода Дуло.

## Стара Велика България
През 604 г. могъщият Тюркски хаганат се разпада на две части – източна и западна. Земите на прабългарите (на север и изток от Черно море) остават в Западнотюркския хаганат, управляван от хагани от тюркския род Ашина.
През 628 г. уногундурите и утигурите (две от трите основни прабългарски племена, заедно с кутригурите), предвождани от Моходу Хеу (според някои Органа), въстават срещу хагана и Моходу Хеу се възкачва на каганския престол под името Сибир/Шибир хан, известен също и като Тукъй хан, означаващо на прабългарски език, че е роден или поел управлението в годината на коня. През същата 628 г. начело на прабългарите в западните краища на хаганата е поставен (или се издига) Кубрат. Тази война завършва през 632 г. със смъртта на Шибир хан. Впоследствие Кубрат отцепва прабългарските земи от хаганата, поставяйки началото на Стара Велика България. Скоро след освобождаването от владичеството на хаганата Кубрат отхвърля и зависимостта си от аварския хаган. Така Велика България достига своя апогей – успешно се противопоставя на западните тюрки, напиращи от изток, и на Аварския хаганат, разположен и властващ на запад от Велика България.
Втората война на Кубрат е срещу Арабския халифат. През годините на управление на третия халиф – Осман ибн Афан, през 648 г. една арабска войска (ок. 20 хил. души) пресича прохода Дербент в източната част на Голям Кавказ и нахлува в земите на барсилите, които по това време са част от Велика България. Арабската войска е разбита, а останалата част от арабите бягат на юг от Кавказ. С изключение на тези войни, при това водени извън границите на страната, във външнополитически аспект първата половина на управлението на Кубрат е спокойна. На юг са поддържани близки отношения с Византия на Ираклий (двете държави сключват съюзнически договор през 634 г. – едновременно израз на подкрепата на Византия за новата държава, а от българска страна – отказ от нашествия), а и след това, без обаче те да прераснат в по-ангажиращо обвързване на Велика България с Византия. На запад и север положението е спокойно, на изток хазарите, подчинени на Западнотюркския хаганат, биват въвлечени активно в междуособните борби и не представляват заплаха. Византийският император му дава титлата „патриций“ (почетна висока титла за благородник).
В така развилата се ситуация започват да назряват все още далечни проблеми през втората половина на 40-те години. Това е времето на голямото настъпление на китайската държава Тан в Средна Азия. През 647 г. пада Самарканд, през 651 г. рухва и Западнотюркският хаганат, през 653 г. е превзета и Бухара. Последица от това са бягството на върхушката на западните тюрки и остатъците от техните армии (ок. 40 хил. души) в земите на хазарите, между реките Емба и Волга, и отвъд Волга, в териториите на съвременни Калмикия, Астрахан и Северен Дагестан. На тези земи през 650 г. е основан Хазарският каганат, начело на когото застават тюркските хагани от рода Ашина.

## Смърт
Кубрат, според повечето мнения, умира ок. 665 г. Управлението на държавата наследява най-големият му син Баян, наричан още Батбаян или Безмер (в Именника на българските ханове).
Според Теофан Изповедник преди смъртта си Кубрат съветва петимата си синове Батбаян, Котраг, Аспарух и двама неназовани да не се разделят, за да се защитават по-успешно от другите народи, но те не успяват да спазят заръката му. През 668 г. от изток в България нахлуват армиите на Хазарския хаганат и за по-малко от година разгромяват българската държава, като завладяват основната част от територията ѝ. Племената кутригури и част от уногундурите, начело с Аспарух се задържат на Днепър, а утигурите и друга част от уногундурите, начело с Котраг, се оттеглят на север по река Дон и се заселват при сливането на реките Волга и Кама. Няма съмнение, че покоряването и на тези две части от прабългарите е било по силите на Хазарския хаганат и би било въпрос на време, ако по същото време от юг през Кавказ не се усилват арабските набези, което отклонява основната част от хазарските сили в тази посока и изобщо ангажира по-голямата част от енергията на Хазарския хаганат през следващите 90 години, което може би спасява Централна Европа от ново нахлуване, подобно на аварското 100 години преди това.

## Съкровището от Мала Перешчепина
През 1912 г. в пясъчните дюни на река Ворскла в местността „Карнаухова балка“ ( 49°23'40"N 34°33'7"E) край село Мала Перешчепина, на 13 км южно от град Полтава в днешна Украйна, е открито от две овчарчета съкровище, датирано от различни изследователи към средата на VII век до началото на VIII век. То е изключително богато и се състои от повече от 800 основно златни (25 кг) и сребърни (50 кг) предмети. Голяма част от находките, съдържащи шедьоври на византийското и персийското ювелирни изкуства, се съхраняват в Ермитажа. През 1984 г. Йоахим Вернер разчита монограмите на два от пръстените като „Ккубрату“ и „Кубрату Патрикиу“, с което свързва археологичния обект с Велика България. Съществува и хипотеза, че то е свързано със смъртта на Кубрат или дори е мястото на неговото погребение.

## Документални филми
- „Заповіт Кубрата“ „Завет Кубрата“, документалният филм, Украйна.

## Оценка и роля в историята
Кубрат безспорно е от най-значимите личности в българската история, най-вече с обстоятелството, че обединява прабългарите и първи дава тласък на бъдещата трайна българска държавност, изразила се впоследствие в съществуването на Дунавска и Волжка България. Това обединение е нетрайно и се разпада веднага след смъртта му, но това е резултат не толкова на някакви слабости на самия Кубрат, колкото на спецификата на обществените отношения на прабългарите тогава, които като повечето конни народи били по-силно свързани с родовото и племенно начало, отколкото с единна държава.

## Исторически извори за личността на Кубрат
- Летопис на Йоан Никиуски, епископ на Никиу в Египет. Според историка Шамил Мингазов обаче тя не се отнася до Кубрат.[16]

| „                                       | И когато жителите на Византион чули за тези новини, те рекли: „Това дело е свързано с Кубрат, водач на хуните, племенникът на Органа, който бе покръстен в града Константинопол и получи християнско причастие в своето детство, и израсна в царския дворец.“ И между него и по-възрастния Ираклий големи обич и мир властвали, а след Ираклиевата смърт той показал своята обич и към синовете му и съпругата му Мартина поради любезността, оказана му от Ираклий. И след като бил покръстен в животворното кръщение, той надделял над всички варвари и езичници чрез силата на светото кръщение. И говорейки за него, мълви се, че той подкрепял интересите на Ираклиевите деца и противопоставил се на Константин. | “ |
| Летопис на Йоан Никиуски, VII в.сл.н.е. | |   |

- Хроника на Теофан Изповедник от IX век.
- Летопис на ромейския патриарх Никифор I Константинополски от IX век

## Памет
На хан Кубрат са наречени улиците „Хан Кубрат“ (Карта) и „Кубрат“ (Карта) в София.

## Извори
1. 1 2 3 4 5  Голяма енциклопедия България, том 7, Българска академия на науките, Научноинформационен център „Българска енциклопедия“, Книгоиздателска къща „Труд“, София 2012, с. 2487 ISBN 978-954-8104-29-6 (т.7); ISBN 978-954-398-153-3 (т. 7)
2. ↑  Golden, B. Peter. An Introduction to the History of the Turkic Peoples: Ethnogenesis and State-Formation in Medieval and Early Modern Eurasia and the Middle East. Otto Harrassowitz, Wiesbaden, 1992. ISBN 344703274X/9783447032742.
3. ↑  Kim, Hyun Jin. The Huns, Rome and the birth of Europe. Cambridge University Press, 2013, p. 243. ISBN 978-1-107-00906-6.
4. ↑  Вж. Setton, M. Kenneth. The Bulgars in the Balkans and the Occupation of Corinth in the Seventh Century. A Journal of Medieval Studies. Volume 25, Number 4, October 1950.
5. ↑  Moravcsik, Guyla. Byzantinoturcica. II. Sprachreste der Türkvölker in den byzantinischen quellen. Leiden, E. J. Brill, 1983.
6. ↑  Теофан Изповедник, Хронография
7. ↑  Патриарх Никифор, Opuscula historica
8. 1 2  Андреев, Йордан, Андрей Пантев. Исторически справочник Българските ханове и царе от хан Кубрат до Борис ІІІ, Издателство „Абагар“, Велико Търново, 2004, с. 10 – 11, ISBN 954-427-216-Х
9. ↑  Димитров, Божидар, „12 мита в българската история“, Фондация „Ком“, София, 2005, ISBN 954-91652-1-3, стр. 31
10. ↑  Рашев, Рашо. Прабългарите през V-VII век. Трето издание.   София, Орбел, 2005. ISBN 954-496-073-2. с. 61.
11. ↑  „КУБРАТ“, Веселин Бешевлиев, ИНМБ 28, 1992
12. ↑  Андреев, Йордан, Андрей Пантев. Исторически справочник Българските ханове и царе от Хан Кубрат до Цар Борис ІІІ, Издателство „Абагар“, Велико Търново, 2004, с. 9. ISBN 954-427-216-Х
13. ↑  (https://historybg.info/кан-кубрат/)
14. ↑  Теофан. Хронография //   ЛитРес, 2009.  Архивиран от оригинала на 2009-04-17. Посетен на 8 май 2010.
15. ↑  Рашев, Рашо. Прабългарите през V-VII век. Трето издание.   София, Орбел, 2005. ISBN 954-496-073-2. с. 120 – 127, 299 – 302.
16. ↑  Мингазов, Шамил. Кубрат – правитель Великой Болгарии и Кетрадес – персонаж Иоанна Никиусского. Казан, 2012.